# تومي إروين (لاعب كرة قدم)
تومي إروين (بالإنجليزية: Tommy Irwin)‏ هو لاعب كرة قدم ومدرب كرة قدم بريطاني، ولد في 6 أكتوبر 1932. لعب مع نادي دمبرتون.